# John Bell Hood
John Bell Hood (Owingsville, 1º giugno 1831 – New Orleans, 30 agosto 1879) è stato un generale statunitense Ufficiale nell'Esercito degli Stati Uniti, raggiunse il grado di tenente generale e temporaneamente anche quello di Generale a quattro stelle, nell'Esercito degli Stati Confederati durante la guerra di secessione.
Divenne famoso durante il conflitto per il valore e il coraggio dimostrato guidando sul campo la sua brigata di texani, protagonisti di molte cariche decisive nelle sanguinose battaglie del fronte virginiano. Per i suoi successi e la sua combattività ottenne la considerazione dello stesso Presidente confederato Jefferson Davis e venne infine promosso, ancora molto giovane, al comando della Armata del Tennessee, dove peraltro, nonostante il suo grande impegno e lo spirito offensivo, fallì nella sua missione di fermare la devastante avanzata delle forze dell'Unione guidate dal generale Sherman.

## Biografia
Nacque in Owingsville, Kentucky, e nel 1853 si diplomò a West Point. Il piccolo esercito di pace degli Stati Uniti diede al giovane pieno di temperamento poche possibilità di esprimersi. Prestò servizio in California ed in Texas e lasciò l'esercito USA il 17 aprile 1861 con il grado di tenente. Presto fu a capo come colonnello di un reggimento dell'Armata della Virginia settentrionale ed ottenne già il 3 marzo 1862 la nomina a brigadier generale.

### I Texani di Hood
Con grande slancio e valore condusse le sue truppe, la famosa brigata texana considerata dallo stesso generale Lee la formazione più combattiva e solida della sua armata, contro l'Armata del Potomac del generale McClellan e si distinse contribuendo in modo decisivo al successo confederato alla battaglia di Gaines' Mill (dove guidò personalmente la famosa carica risolutiva dei texani) ed alla successiva seconda battaglia di Bull Run il 29 e 30 agosto 1862, dove i suoi reparti sferrarono l'attacco di sorpresa sul fianco che sbaragliò le linee dell'Unione.
Già nell'ottobre 1862 salì al grado di maggior generale, prese il comando di una divisione (che comprendeva la sua vecchia brigata texana, passata al comando del generale di brigata Robertson, e altre combattive formazioni della Georgia e dell'Alabama al comando dei generali Benning, Anderson e Law) inquadrata nel corpo d'armata del generale James Longstreet e confermò la sua fama con nuovi brillanti successi nelle battaglie di Antietam (dove i suoi texani mostrarono nuovamente il loro valore ma subirono perdite altissime) il 17 settembre e di Fredericksburg il 13 dicembre, dove l'esercito confederato del generale Lee inflisse alle forze dell'Unione del generale Ambrose Burnside una severa sconfitta.

### Sulla linea del fuoco
A Gettysburg (1º - 3 luglio 1863) Hood, che guidò l'attacco sull'ala sinistra federale il secondo giorno dei combattimenti, sfiorando un successo decisivo, fu ferito gravemente ad un braccio. Ciononostante riprese presto il suo servizio e, trasferito con la sua divisione di veterani sul fronte occidentale, combatté dal 19 al 22 settembre nella terribile battaglia di Chickamauga, dove, mentre guidava in prima linea i suoi soldati alla carica decisiva che avrebbe provocato il crollo delle linee unioniste, fu di nuovo ferito gravemente. Hood perse la gamba destra e poté rientrare in servizio solo all'inizio del 1864. Il 1º febbraio 1864 fu nominato retroattivamente tenente generale con decorrenza dal 20 settembre e assunse il comando di un Corpo d'armata dell'Armata Confederata del Tennessee, sotto il comando dell'esperto e prudente generale Joseph E. Johnston.

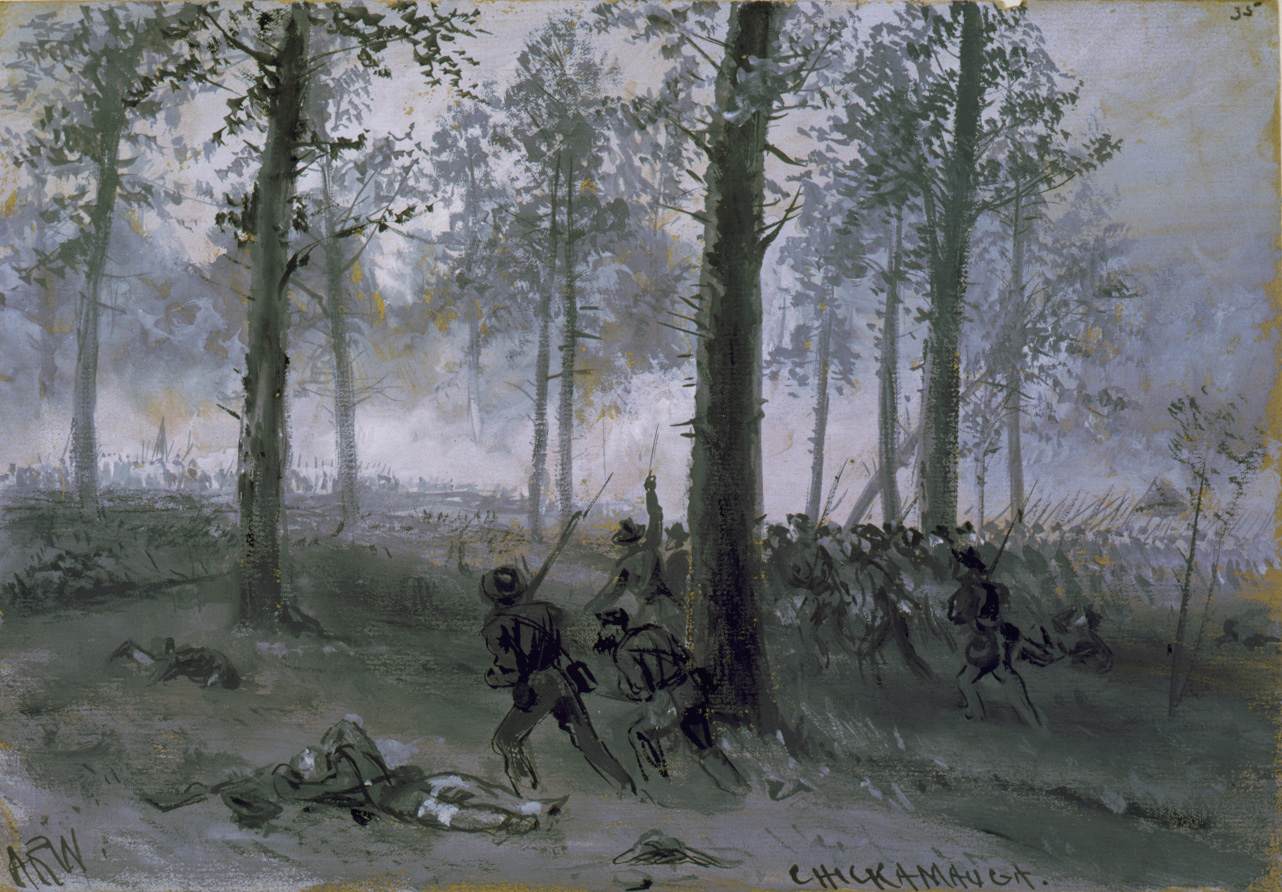
La carica confederata alla battaglia di Chickamauga; durante questo sanguinoso scontro il generale Hood rimase gravemente ferito ad una gamba.

In questa fase Hood entrò spesso in contrasto con il suo comandante superiore Johnston, di cui criticò la condotta delle operazioni per contrastare la marcia in Georgia delle forze unioniste del generale Sherman; sempre desideroso di battersi in campo aperto, non condivise la tattica temporeggiatrice di Johnston che del resto non riuscì a bloccare la metodica avanzata del nemico. Infine lo stesso Presidente Davis, preoccupato dalla situazione, decise di rinunciare alla tattica prudente adottata da Johnston e quindi decise di sostituire il generale mettendo al suo posto, contro il parere dello stesso generale Lee che avrebbe preferito la nomina del generale Hardee, proprio di Hood, considerato più giovane, più desideroso di battersi e di rischiare una battaglia decisiva contro le forze dell'Unione.

### L'Armata del Tennessee
Il 18 luglio 1864 Hood raggiunse il massimo grado di generale e fu nominato al posto di Johnston al comando dell'Armata Confederata del Tennessee e fronteggiò davanti ad Atlanta le truppe dell'Unione di Sherman, che però, nonostante il durissimo impegno, non riuscì ad arrestare. Hood, che in sella si doveva far legare, cercò sempre nuovamente il combattimento: a Peachtree Creek (20 luglio 1864), dove ricevette il comando da Johnston, presso Atlanta (21 - 22 luglio 1864), presso Ezra Church (28 luglio 1864) e presso Jonesborough (30 - 31 agosto 1864) Hood combatté disperatamente, ma poté soltanto rallentare la preponderante potenza delle Armate di Sherman. Fu infine costretto a ritirarsi in Alabama.
Non scoraggiato, il generale Hood propose in questa fase al Presidente Davis ed al generale Beauregard (responsabile supremo del teatro di guerra occidentale) una audace manovra offensiva per invadere il Tennessee e il Kentucky e distruggere le linee di comunicazione e le basi logistiche delle forze del generale Sherman, costringendo le truppe dell'Unione a ripiegare. Con notevole energia Hood passò quindi all'offensiva (l'ultima grande offensiva confedera della guerra); dopo aver marciato su Decatur e Palmetto, penetrò in forze nello stato del Tennessee, ricacciando le truppe unioniste del generale John M. Schofield. A Spring Hill Hood tentò una vasta manovra aggirante per distruggere Schofield prima dell'arrivo delle riserve federali, ma alcuni errori tattici fecero fallire il piano; Schofield riuscì a sfuggire ed a ripiegare sulle solide posizioni fortificate di Franklin.
Nella battaglia di Franklin il 30 novembre 1864, Hood subì notevoli perdite anche a causa della sua tattica di attacco frontale; ancora deciso a battersi, il generale continuò tuttavia ad avanzare fino a raggiungere Nashville, dove però la sua armata il 15 e 16 dicembre fu pesantemente sconfitta dalle superiori forze del generale George H. Thomas, accorso in aiuto di Schofield.
Dopo questa dura sconfitta Hood, dopo aver ricondotto in salvo i superstiti della sua armata, rinunciò al suo rango di generale e riprese il suo vecchio grado di tenente generale. Si arrese alle truppe dell'Unione il 31 maggio 1865 a Natchez (Mississippi).

### Gli ultimi anni

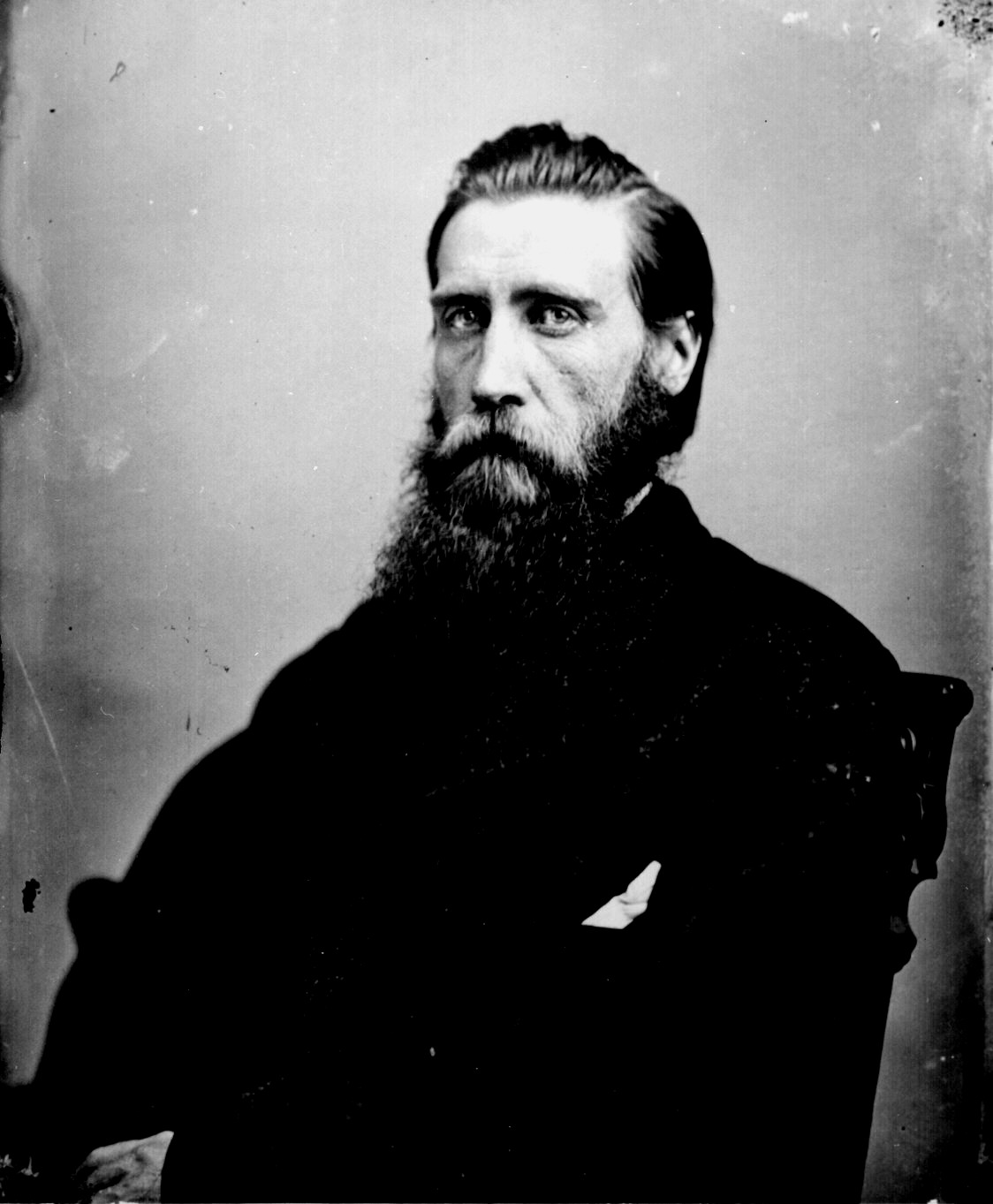
John Bell Hood.

Hood morì di febbre gialla insieme alla moglie ed alla figlia il 30 agosto 1879 in New Orleans. Dieci altri figli gli sopravvissero.
Tragica figura di combattente impavido e valoroso, John Bell Hood viene considerato uno dei generali più coraggiosi, combattivi e dotati di inesauribile energia dell'esercito confederato; sempre in prima linea per guidare personalmente i suoi uomini, ferito gravemente più volte (perse l'uso di un braccio e di una gamba), Hood si batté con grande slancio e ardore anche alla testa dell'intera Armata del Tennessee sul fronte occidentale. Se non riuscì a salvare il profondo sud dalla devastante invasione di Sherman, indubbiamente diede prova di grande impegno e anche di audacia strategica ideando il piano dell'invasione del Tennessee, anche se, troppo desideroso di battersi e di attaccare, non seppe adeguare le sue tattiche alle situazioni reali, dissipando le forze della sua armata e subendo la dura sconfitta finale di Nashville.
In suo onore nel 1942 l'Esercito degli Stati Uniti ha denominato Fort Hood, l'enorme base militare e campo di addestramento organizzata nel Texas, inizialmente per costituire e preparare le nuove forze di tank-destroyers da impiegare nella seconda guerra mondiale. Attualmente Fort Hood rimane una delle più grandi basi militare statunitensi, sede del III Corpo d'armata, della 1st Cavalry Division e di numerosi altri reparti meccanizzati di pronto impiego.